# Я маю мрію

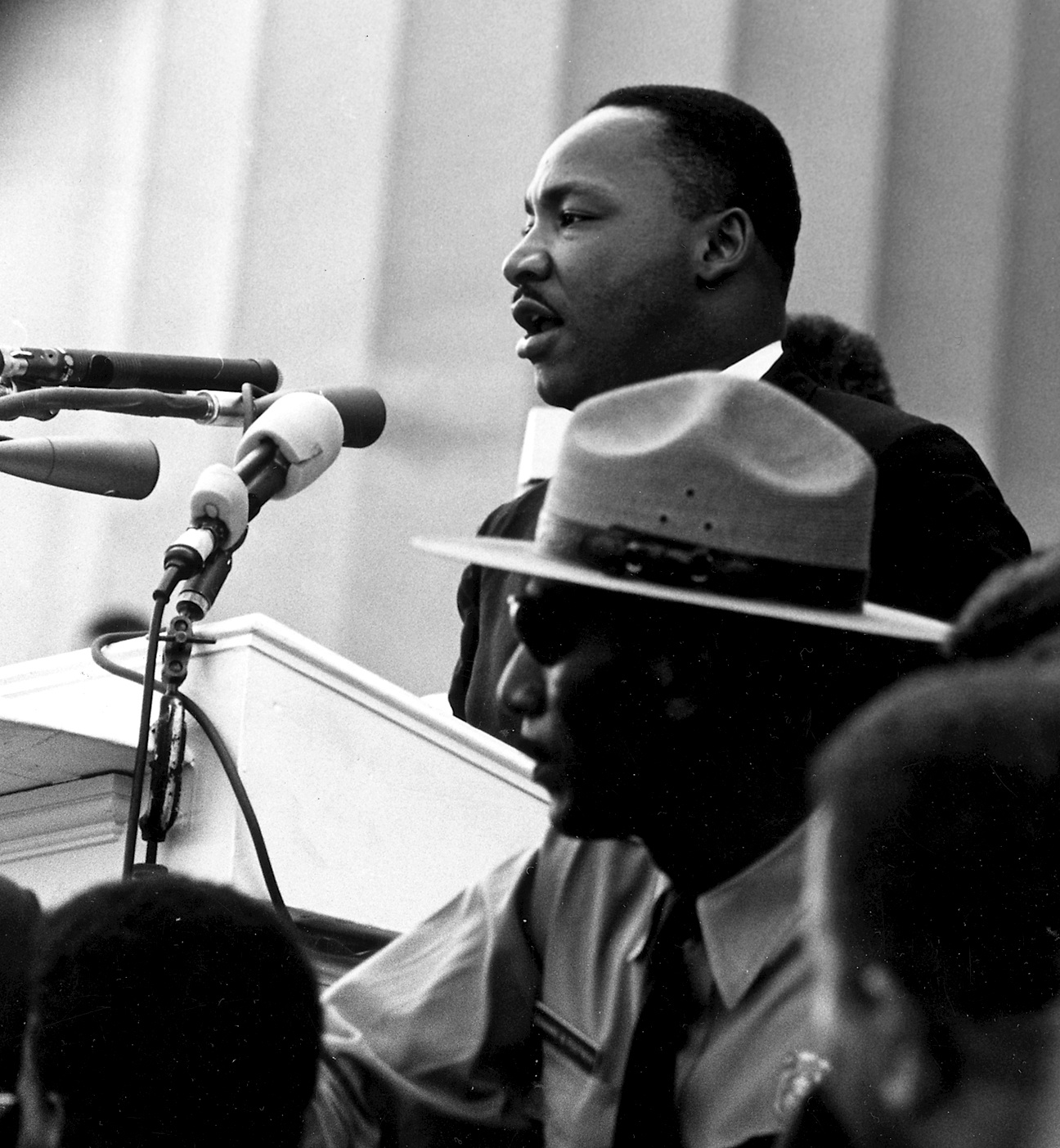
Мартін Лютер Кінг-молодший під час промови «Я маю мрію» у Вашингтоні 28 серпня 1963 року.

«Я маю мрію» (англ. «I have a dream») — назва найвідомішої публічної промови американського проповідника Мартіна Лютера Кінга 28 серпня 1963 року, в якій він закликав покласти край расизму у Сполучених Штатах Америки. Монолог проголошено перед 250-тисячною аудиторією прихильників під час Маршу на Вашингтон за робочі місця й свободу зі сходів Меморіалу Лінкольна. Виступ став визначальним та переломним моментом в історії Американського руху за громадянські права 1955–1968 років. Американське товариство ораторського мистецтва визнало промову найкращою та найвідомішою у XX столітті.

## Стиль мови

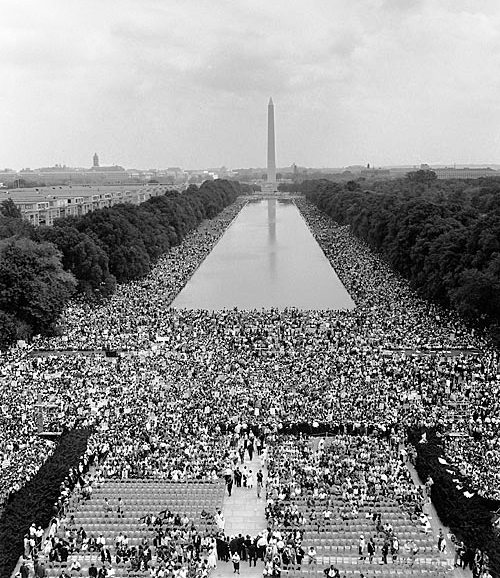
Вид з Меморіалу Лінкольна в бік пам'ятника Вашингтону, 28 серпня 1963 року.

За своїм мовним стилем промова нагадує типову християнську проповідь пасторів Протестантської церкви, парафіянами якої є темношкірі люди, та сповнена алюзій на Біблію, Декларацію незалежності США, Маніфест про звільнення рабів і Конституцію США.
Маргарет Зулік, професор університету «Вейк Форест», звертає особливу увагу на факт, що в другій половині промови Мартін Лютер Кінг повністю відійшов від написаного заздалегідь тексту:
Джон Адамс, професор коледжу Гамільтона, підкреслює іншу особливість промови Кінга — велика кількість метафор, використання несподіваних слів, порівнянь, ідей, які народжують яскраві, незабутні образи. У ній, наприклад, часто зіставляються світло і темрява, день і ніч. Нерідко зустрічаються й образи гір, долин і вод. Професор Адамс вважає, що всю промову Кінга можна назвати однією розгорнутою метафорою.
Тим часом професор міжнародного Французького інституту під Вашингтоном Даглас ДюБрінн звертає увагу на музичний характер застосовуваних оратором словесних повторів: «Нехай свобода задзвенить з гір Аллегені, що здіймаються в Пенсільванії. Нехай свобода задзвенить зі сніжних вершин Скелястих гір Колорадо …». І трохи далі: «Нехай свобода задзвенить з кожного пагорба в Міссісіпі, з кожного гірського схилу …».
На думку професора ДюБрінна, промови Мартіна Лютера Кінга властиві всі чотири якості, властиві великим творам ораторського мистецтва. Одне з них — красномовство, інше — пристрасність. Кожен фрагмент промови йде з глибини душі, з самого серця: «Ми не зможемо вгамувати нашу спрагу волі, випивши з чаші гіркоти та ненависті!».Третьою властивістю промови Кінга Даглас ДюБрінн вважає її глибоку змістовність, велика кількість історичних посилань і прикладів. Нарешті, четверта її властивість — переконливість, яка стала очевидною після того, як Мартін Лютер Кінг її виголосив. За словами професора ДюБрінна, вона явно допомогла поліпшити расові відносини в Америці. Промова Кінга, зокрема, переконала президента Кеннеді розпочати широку кампанію за ухвалення історичного законодавства про права людини, яка поклала край санкційованої державою расової сегрегації на значній частині території Сполучених Штатів.

### Використання анафори
Одним з ключових риторичних прийомів у промові є анафора — повторення однієї фрази на початку речень або абзаців. Мартін Лютер Кінг повторює фразу «Я маю мрію» вісім разів протягом промови, що є типовим для релігійної риторики, де повторюють звернення до Бога або заклики на початку чи наприкінці молитви. Оскільки Кінг був проповідником, він використовував цей прийом цілком органічно.
Такий прийом повторення основного меседжу надає промові художності та мелодійності, посилюючи емоційний вплив на аудиторію. Повторення ключової фрази допомагає слухачам краще запам'ятати та сприйняти головне послання оратора, що робить промову особливо ефективною для досягнення поставленої мети — закликати до єднання та боротьби з расизмом.

## Особливості
Промову Мартіна Лютера Кінга «Я маю мрію» нерідко порівнюють з такими історичними виступами американських президентів, як промова президента Авраама Лінкольна в Геттісбергу під час Громадянської війни, виступ Франкліна Рузвельта «Не бійтеся нічого, крім самого страху», виголошена в роки Великої депресії, і інавгураційна промова Джона Кеннеді, в якій він сказав: «Не питайте, що ваша країна може зробити для вас. Запитуйте, що ви можете зробити для своєї країни».

## Авторські права
Промова виголошувалась для широкої аудиторії, а також транслювалась по радіо та телебаченню, тому вона мала б належати до суспільного надбання. Однак через місяць після проголошення промови Кінг зареєстрував авторські права на її текст і згодом подав до суду на компанії «Mister Maestro, Inc.» та «Twentieth Century-Fox Record Company», вимагаючи припинити продаж аудіозаписів промови.
Після смерті Кінга фонд його імені («Estate of Martin Luther King, Jr.») й далі отримував гроші за використання промови. Наприклад, у 1994 році корпорація USA Today мусила витратити 10 000 доларів на адвокатів та ще 1700 доларів штрафу через те, що слова з промови використані без дозволу в серіалі «Eyes on the Prize». У 1999 році фонд Кінга подав до суду на телекомпанію CBS (справа Estate of Martin Luther King, Jr., Inc. v. CBS, Inc.), згодом сторони досягли угоди.